# راجر کامبل
راجر کامبل (انگلیسی: Roger Kumble؛ زادهٔ ۲۸ مهٔ ۱۹۶۶) یک کارگردان و فیلم‌نامه‌نویس اهل ایالات متحده آمریکا است. وی از سال ۱۹۹۴ میلادی تاکنون مشغول فعالیت بوده‌است.
وی کارگردان فیلم‌هایی همچون مقاصد بی‌رحمانه، مقاصد بی‌رحمانه ۲، فکر شیرین، دوستی معمولی، سفر جاده‌ایی دانشگاه، انتقام خزدار، پس از برخورد ما، فاجعه زیبا و عروسی زیبا بوده است.